# Tiếng Belarus
Tiếng Belarus (беларуская мова bielaruskaja mova [bʲelaˈruskaja ˈmova]) là ngôn ngữ đồng chính thức của Belarus (cùng với tiếng Nga), và được nói ở một số quốc gia khác, chủ yếu là Nga, Ukraina, và Ba Lan.
Tiếng Belarus là một ngôn ngữ Đông Slav và chia sẻ nhiều đặc điểm ngữ pháp và từ vựng với các ngôn ngữ khác chung nhóm. Ở chừng mực nào đó, người nói tiếng Nga hay tiếng Ukraina và người nói tiếng Belarus có thể thông hiểu lẫn nhau. Tiếng Belarus cổ (thế kỷ 14-17) là một hậu duệ của tiếng Đông Slav cổ (thế kỷ 10-13).
Theo thống kê 1999, tiếng Belarus là "ngôn ngữ nói tại nhà" của chừng 3.686.000 công dân Belarus (36,7% dân số). Khoảng 6.984.000 (85,6%) người Belarus báo cáo rằng đây là "tiếng mẹ đẻ" của họ. Những người khác cho rằng có 6.715.000 tại Belarus và 9.081.102 trên toàn cầu. Theo thống kê do chính phủ Belarus thực hiện năm 2009, 72% người Belarus nói tiếng Nga tại nhà, nhưng chỉ 11,9% người Belarus nói tiếng Belarus tại nhà. 29,4% người Belarus biết viết, nói và đọc tiếng Belarus, 52,5% chỉ biết đọc và nói.